# 米歇尔·罗什
米歇尔·罗什（法語：Michel Roche，1939年9月8日—2004年6月11日）是一名法国男子马术运动员，出生于布吕努瓦。他曾代表法国参加1976年夏季奥林匹克运动会马术比赛，获得团体场地障碍赛金牌。